# Chiesa di San Rocco al Gentilino
La chiesa di San Rocco al Gentilino è un luogo di culto cattolico di Milano.

## Storia
Fin dal 1524 è presente una chiesa, al Gentilino, dedicata ai santi Rocco e Sebastiano. Nel 1573 San Carlo Borromeo, in visita pastorale a S. Gottardo, benedice anche la chiesetta di S. Rocco al Gentilino, che nel 1571 aveva subito restauri.
Nel 1952 la chiesa viene ricostruita in luogo della precedente, distrutta dai bombardamenti del 1943.
È la chiesa della comunità cattolica coreana di Milano.